# Colombia ai Giochi della XXV Olimpiade
La Colombia partecipò ai Giochi della XXV Olimpiade, svoltisi a Barcellona, Spagna, dal 25 luglio al 9 agosto 1992, con una delegazione di 49 atleti impegnati in undici discipline.

## Medaglie
| Medaglia | Atleta          | Sport            | Evento          |
| -------- | --------------- | ---------------- | --------------- |
| Bronzo   | Ximena Restrepo | Atletica leggera | 400 m femminili |